# Teodor Mory
Teodor Mory (ur. 22 marca 1890 w Kępnie, zm. 3 września 1939 pod Świeciem) – chorąży Wojska Polskiego, kawaler Orderu Virtuti Militari.

## Życiorys
Urodził się 22 marca 1890 w Kępnie, ówczesnym mieście powiatowym prowincji poznańskiej, w rodzinie Franciszka i Józefy z domu Mordek. Od 6 do 14 roku życia uczęszczał do szkoły powszechnej w rodzinnej miejscowości, a następnie do stycznia 1908 praktykował w zawodzie stolarza. Po zakończeniu praktyki rozpoczął pracę zarobkową w Marchii Brandenburskiej. Pracę łączył z działalnością w Towarzystwie Polskim w Bückgen i Sano oraz Drużynie Sokoła w Großräschen. 4 października 1910 został powołany do armii niemieckiej i wcielony do 14 pułku dragonów w Colmar w Alzacji. W tym oddziale służył do kwietnia 1919. W czasie I wojny światowej walczył we Francji, Belgii i Rosji. Następnie został przydzielony do Żandarmerii Krajowej w powiecie Eydtkuhnen do ochrony granicy litewskiej. W końcu czerwca 1919 przebywając na urlopie w powiecie kępińskim zdołał przejść linię frontu polsko-niemieckiego.
27 czerwca 1919 został przyjęty do Sił Zbrojnych Polskich w byłym zaborze pruskim i przydzielony do 2 pułku ułanów wielkopolskich (późniejszego 16 pułku ułanów wielkopolskich) w Biedrusku na stanowisko wachmistrza szefa 2 szwadronu. W sierpniu został awansowany na starszego wachmistrza. W listopadzie wyjechał z szwadronem na front wielkopolski, z którego w styczniu 1920 przybył do garnizonu Bydgoszcz. W marcu razem z pułkiem został wysłany na front wschodni, gdzie walczył przeciwko Armii Czerwonej. 26 kwietnia 1920 w czasie zagonu na Koziatyn został ranny. Dwukrotnie wyróżnił się w sierpniu 1920. Po raz pierwszy pod wsią Mętna w szarży 2 szwadronu na bolszewicką kolumnę amunicyjną, maszerującą pod osłoną kompanii piechoty. Po raz drugi 20 sierpnia w walkach w rejonie Milejczyce–Dasze. 25 sierpnia „za waleczność” został mianowany chorążym. 16 września 1920 dowódca 2 szwadronu, porucznik Kazimierz Kosiarski sporzadził „wniosek na odznaczenie orderem «Virtuti Militari»”, który został poparty przez dowódcę pułku, majora Ludwika Kmicic-Skrzyńskiego i dowódcę 4 Brygady Jazdy, podpułkownika Adama Nieniewskiego. Po raz trzeci wyróżnił się w październiku 1920 w walce 2 szwadronu pod wsią Pieciulowce, otrzymując później pochwałę dowódcy Grupy Jazdy.
Po zakończeniu działań wojennych pozostał w pułku jako podoficer zawodowy i pełnił służbę liniową. Od 1 października do 6 listopada 1922 był odkomenderowany do Oficerskiej Szkoły dla Podoficerów w Bydgoszczy. Od 18 kwietnia 1925 do 2 stycznia 1926 był uczniem szkoły podoficerów zawodowych 3 Dywizji Kawalerii. Po ukończeniu szkoły dowodził plutonem w 1 szwadronie. W latach 1927–1939 pełnił służbę na stanowisku oficera żywnościowego pułku. W czasie kampanii wrześniowej walczył w szeregach macierzystego pułku na tym samym stanowisku służbowym. Poległ 3 września 1939 pod Świeciem i został pochowany na cmentarzu w Przechowie.

## Ordery i odznaczenia
- Krzyż Srebrny Orderu Wojskowego Virtuti Militari nr 3365[1][14][15] – 30 czerwca 1921[16][17][18]
- Krzyż Walecznych trzykrotnie[1][19][20] (po raz pierwszy i drugi – 11 marca 1922[21])
- Brązowy Krzyż Zasługi – 10 listopada 1928 „za zasługi na polu administracji wojska”[22][23][1]
- Medal Pamiątkowy za Wojnę 1918–1921[1]
- Medal Dziesięciolecia Odzyskanej Niepodległości[1]
- Odznaka za Rany i Kontuzje z jedną gwiazdką[1]

20 czerwca 1933 Komitet Krzyża i Medalu Niepodległości odrzucił wniosek o nadanie mu tego odznaczenia „z powodu braku pracy niepodległościowej”.